# 馬賽曲號輕巡洋艦
馬賽曲號輕巡洋艦（法語：Marseillaise）是拉加利索尼埃級轻巡洋舰。第二次世界大战期间， 馬賽曲號輕巡洋艦隸屬维希法国。

## 设计与说明
拉加利索尼埃級轻巡洋舰的设计是对先前埃米爾·貝爾坦號輕巡洋艦的放大和改进。拉加利索尼埃級轻巡洋舰的总长度为179.5（588英尺11英寸） ，全寬为17.48（57英尺4英寸） ，吃水深度为5.28（17英尺4英寸） 。在標準排水量下7,722公噸（7,600長噸）在滿載排水量下9,460 t（9,310 long ton）馬賽曲號的船员包括和平时期的557人和战时擴編的612人。 

## 服役歷史
馬賽曲號輕巡洋艦服役后，加入了法国地中海中队，并于1938年成为孔戴海军上将Decoux的旗舰。 1939年1月，馬賽曲號加入了卡萨布兰卡的第3巡洋舰分部，二次大戰爆發後馬賽曲號就在土伦，作为第4中队的旗舰，是Z艦隊是一部分。
馬賽曲號参加了1940年4月向加拿大的黄金运输。
因為对意大利意图感到担忧促使法国海军重组。第3巡洋舰师作为Raid部队的一部分被派往比塞大，以保护意大利在北非参战时法国在北非的利益。
法国投降后，馬賽曲號于1940年7月4日回到土伦。由于凱比爾港海戰，德国人暂停了對維希法国舰队解除武装，而馬賽曲號成为了新组建的公海艦隊的一部分。
在法國艦隊土倫自沉事件中，馬賽曲號被船员破坏并着火。馬賽曲號的船长很担心德国人佔領这艘船。所以他下令鑿沉馬賽曲號，並傾覆船體因此海水閥仅在一侧打开，而无视在不傾覆情況下使艦隻下沉的命令。德國部隊到达了跳板，但被拒绝上船。他们没有强行解决问题，而是站在码头上，看着船慢慢倾覆。最后一批法國军官抛弃了船。馬賽曲號最後在爆炸中緩緩沉入海底，其船體燃燒7天之久。
馬賽曲號輕巡洋艦的残骸在1946-1947拆解。

## 引文
1. ↑  Jordan & Moulin, p. 124